# Gjeravica
Die Gjeravica (albanisch auch Gjeravicë, serbisch Ђеравица Đeravica) ist mit 2656 m. i. J. die zweithöchste Erhebung Kosovos und die höchste, die vollständig im Staatsgebiet liegt. Der Berg liegt im Prokletije-Gebirge auf dem Territorium der Gemeinde Junik wenig östlich der Grenze zu Albanien. Im Tal des am Osthang des Berges entspringenden Flusses Bistrica e Deçanit liegt das Kloster Visoki Dečani.
Der Berg Rudoka im Sharr-Gebirge auf der kosovarisch-nordmazedonischen Grenze ist mit 2658 m. i. J. noch etwas höher.

## Geomorphologie
Der Aufbau des östlichen Prokletije aus metamorphen Gesteinen (Schiefer) ermöglicht ein ausgereiftes fluviales Relief. Die oberen Zuflüsse des Lumbardhi i Deçanit, des Erenik und der Bistrica e Lloçanit entspringen dem vielfach eingeschnittenen Gipfelgrat. Drei Glazialseen – der Gjeravica-See und ein weiterer auf der Süd- und einer auf dessen Nordseite sowie der Zemra-See im Südwesten – liegen in großen Karwannen und zeugen von pleistozäner Vereisung.

## Bevölkerung
Besiedelt wird die Gjeravica von Albanern. Es finden sich aber auch Roma und Montenegriner. Besiedelt sind vor allem die oberen Täler des Erenik (Gropa Erenekit, Stanista Kuc, Stanista Smail Ibraj) und der Locanska bistrica (Katun Zogaj Stanista). Hier liegen Sommerweiden der Wanderhirten aus Deçan.
Eine Fahrstraße führt von Deçan durch das Tal  des Lumbardhi i Deçanit, wo ein kleineres Wasserkraftwerk (HE Koznja) liegt.

## Tierwelt
Die noch dicht bewaldeten Berghänge sind insbesondere Standorte des Großraubwildes (Wolf, Bär und Luchs). Das östliche Prokletije ist zudem ein Projektgebiet von KORA-Luchs und Euronatur, das die Restpopulation der Unterart des Balkanluchses sichern soll. Dieser Teil des Prokletije ist zudem Hauptaugenmerk des UNEP Programs Enhancing Transboundary Biodiversity Management in South-Eastern Europe.